# Volontarisme (sociopolitique)
Pour les articles homonymes, voir volontarisme.
Le volontarisme désigne l'attitude qui consiste à tout mettre en œuvre pour soumettre la réalité à une volonté définie et exprimée.  
Le volontarisme fait référence, originellement, à la manifestation par un individu ou par une institution d'une volonté à réaliser une action. Si le concept fait d'abord partie du corpus de la psychologie, il a évolué et a pris en France un sens sociopolitique courant. Il désigne alors tout discours ou toute action d'un homme ou femme politique qui se montre en faveur de politiques publiques fortes et à l'application rapide, et dont la politique doit permettre des modifications importantes du système économique, politique ou social.
Dès lors, par glissement, le terme est utilisé comme un euphémisme pour désigner l'interventionnisme, ou l'application d'une doctrine dirigiste, qui donne à l’État un rôle prépondérant dans la conduite des affaires de la Nation. Par exemple, « il y a un rapport très singulier en France de la politique à l'industrie, qu'apparemment rien ne vient entamer, ni le constat périodiquement établi de l'inanité des dispositifs publics d'action, ni les contraintes acceptées de la construction européenne, ni même le renoncement idéologique au volontarisme planificateur et à l'industrialisme nationalisateur ». "La réforme ne se cantonne pas au monde des idées, elle produit des modes d'existence particuliers en valorisant le volontarisme d'État, l'interventionnisme bureaucratisé, la recherche de « sécurité » et de « stabilité »".
En tant que mode d'action, le volontarisme peut se définir comme l'intervention active de l'État dans l'économie en raison d'une profonde méfiance à l'égard des mécanismes de marché, tout en reconnaissant leur utilité économique. Le colbertisme serait par conséquent une forme de volontarisme politique.